# Adrielson Emanuel
Adrielson Emanuel dos Santos Silva (Paranavaí, 12 de junho de 1997) é um voleibolista brasileiro praticante da modalidade de vôlei de praia  e foi medalhista de ouro no Campeonato Mundial de Vôlei de Praia Sub-21 de 2017 na China.

## Carreira
A iniciação com a prática do voleibol deu-se após acompanhar suas irmãs mais velhas aos treinamentos em um projeto no município de Paranavaí, e aos poucos foi se identificando com o esporte e logo em seguida já começou a participar do referido projeto, a partir de 2013 estava participando de competições e após se destacar foi convidado a treinar na cidade de Maringá pela Amvp, onde passou a residir e estudar.
Formando dupla com Patrick Colombo competiu na edição dos Jogos Escolares da Juventude de 2014 realizado em João Pessoa e finalizaram com a medalha de ouro.
Com Arthur Lanci obteve o vice-campeonato, representando a cidade de Maringá, nos 28º Jogos da Juventude do Paraná (JOJUP´s) em 2014,  fase final da divisão A, competição realizada em São José dos Pinhais e com este parceiro conquistou o título da etapa de João Pessoa pelo Circuito Brasileiro de Vôlei de Praia Sub-19 de 2014.
Ainda ao lado de Arthur Lanci foram campeões na etapa do Rio de Janeiro do Circuito Brasileiro de Vôlei de Praia Sub-21 de 2015, obtendo o vice-campeonato na etapa de Maringá, o bronze na etapa de Uberlândia, outro vice-campeonato em João Pessoa e ao vencerem a etapa de Manaus conquistaram o título geral do circuito.
Na temporada seguinte passou competir ao lado de Juliano Mendes e conquistou o título da etapa do Rio de Janeiro, ainda foram campeões na etapa de Palmas e conquistaram o vice-campeonato na etapa de Brasília, sagrando-se campeões gerais do circuito.
Com   Matheus Maia atuou pelo Circuito Sul-Americano de Vôlei de Praia de 2016, disputando a “Súper Etapas”, realizada em Morón terminando na nona colocação e na etapa seguinte em Vicente López terminou em quinto lugar. Em outro oportunidade ao lado de Matheus Maia disputa a edição do Campeonato Mundial de Vôlei de Praia de 2016 em Lucerna , mas finalizaram na nona colocação.
Disputou o Circuito Brasileiro de Vôlei de Praia Sub-21 de 2016  ao lado de Juliano Mendes conquistou o título da etapa de Saquarema, na sequência esteve ao lado de Arthur Lanci  na conquista dos títulos das etapas de Jaboatão dos Guararapes e também nas etapas do Rio de Janeiro e de Palmas e obteve o bicampeonato de forma consecutiva no referido torneio. E no Circuito Brasileiro de Vôlei de Praia Open de 2015-16 disputou a etapa de Fortaleza  ao lado de  Bernardo Lima e terminou na décima terceira colocação.
Com Juliano Mendes disputou a etapa de Maceió pelo Circuito Brasileiro de Vôlei de Praia Sub-21 de 2017, terminando na quarta posição, depois com Felipe Miranda obteve o título da etapa de Maringá e o terceiro lugar na etapa de Bauru, terminando com o vice-campeonato na classificação geral.
Com Renato Andrew disputou a edição do Campeonato Mundial Sub-21 de 2017 em Nanquim e conquistaram a medalha de ouro.
Na temporada 2017-18 atuou com Gabriel Gouveia na etapa de Campo Grande do Circuito Brasileiro de Vôlei de Praia Open correspondente, e obtiveram a vigésima quinta posição, depois com Felipe Cavazin alcançou o nono posto na etapa de Fortaleza, quinta colocação na etapa de João Pessoa, o décimo sétimo posto na etapa de Maceió  e finalizaram na décima sexta posição na classificação geral final e foi eleito a Revelação do Circuito Brasileiro de Vôlei de praia Open 2017-18.
Em 2018 competiu ao lado de Ramon Gomes na etapa de Maringá pelo Circuito Brasileiro de Vôlei de Praia Challenger, ocasião que conquistaram o vice-campeonato, além da quarta colocação na etapa do Rio de Janeiro, obtiverama quinta posição em Jaboatão dos Guararapes, terminaram na terceira posição geral. Estreou na edição do Circuito Mundial de Vôlei de Praia de 2018 ao lado de Thiago Santos Barbosa e alcançou a trigésima terceira posição no torneio categoria quatro estrelas de Itapema.Cursa a Faculdade de Arquitetura.

## Títulos e resultados
- Circuito Brasileiro de Voleibol de Praia - Challenger:2018[39]
- Etapa de Maringá do Circuito Brasileiro de Voleibol de Praia - Challenger:2018[36]
- Etapa do Rio de Janeiro do Circuito Brasileiro de Voleibol de Praia - Challenger:2018[37]
- Circuito Brasileiro de Vôlei de Praia Sub-21:2016[23]
- Circuito Brasileiro de Vôlei de Praia Sub-21:2015[9]
- Circuito Brasileiro de Vôlei de Praia Sub-21:2017[27]
- Circuito Brasileiro de Vôlei de Praia Sub-19:2015[13]
- Etapa de Bauru do Circuito Brasileiro de Vôlei de Praia Sub-21:2017[26]
- Etapa de Maringá do Circuito Brasileiro de Vôlei de Praia Sub-21:2017[25]
- Etapa de Palmas do Circuito Brasileiro de Vôlei de Praia Sub-21:2016[22]
- Etapa do Rio de Janeiro do Circuito Brasileiro de Vôlei de Praia Sub-21:2016[21]
- Etapa de Jaboatão dos Guararapes do Circuito Brasileiro de Vôlei de Praia Sub-21:2016[20]
- Etapa de Saquarema do Circuito Brasileiro de Vôlei de Praia Sub-21:2016[19]
- Etapa do Manaus do Circuito Brasileiro de Vôlei de Praia Sub-21:2015[9]
- Etapa do Rio de Janeiro do Circuito Brasileiro de Vôlei de Praia Sub-21:2015[5]
- Etapa de João Pessoa do Circuito Brasileiro de Vôlei de Praia Sub-21:2015[8]
- Etapa de Maringá do Circuito Brasileiro de Vôlei de Praia Sub-21:2015[6]
- Etapa de Bauru do Circuito Brasileiro de Vôlei de Praia Sub-21:2017[26]
- Etapa de Uberlândia do Circuito Brasileiro de Vôlei de Praia Sub-21:2015[7]
- Etapa de Maceió do Circuito Brasileiro de Vôlei de Praia Sub-21:2017[24]
- Etapa do Palmas do Circuito Brasileiro de Vôlei de Praia Sub-19:2015[11]
- Etapa do Rio de Janeiro do Circuito Brasileiro de Vôlei de Praia Sub-19:2015[10]
- Etapa de Brasília do Circuito Brasileiro de Vôlei de Praia Sub-19:2015[12]
- Etapa de João Pessoa do Circuito Brasileiro de Vôlei de Praia Sub-19:2014[4]
- Jogos da Juventude do Paraná:2014[3]
- Jogos Escolares da Juventude:2014[2]

## Premiações individuais
- Atleta que mais evoluiu do Circuito Brasileiro de Vôlei de Praia de 2019-19
- Revelação do Circuito Brasileiro de Vôlei de Praia de 2017-18[35]